# 康治
康治（1142年5月25日~1144年3月28日）是日本的年號之一。使用這個年號的天皇是近衛天皇，由鳥羽上皇開設院政。

## 改元
- 永治二年四月二十八日（1142年5月25日）改元康治。
- 康治三年二月二十三日（1144年3月28日）改元天養。

## 出處
- 《宋書卷九·後廢帝紀》：閏月戊戌，詔曰：「……思弘豐耗之制，以惇約素之風，庶偫蓄拯民，以康治道。」

## 紀年、西曆、干支對照表
| 康治 | 元年   | 二年   | 三年   |
| 公元 | 1142年 | 1143年 | 1144年 |
| 干支 | 壬戌   | 癸亥   | 甲子   |